# Áreas protegidas en Papúa Nueva Guinea

Papúa Nueva Guinea

Según la IUCN, en Papúa Nueva Guinea hay 57 áreas protegidas que ocupan 17.248 km², el 3,69% del país, y 3.344 km² de áreas marinas, el 0,14% de los 2,407.382 km² que le pertenecen. De estas, 4 son parques nacionales, 2 son áreas protegidas, 3 son santuarios de la naturaleza,1 es una reserva natural, 1 es una reserva a secas, 2 son áreas de conservación, 33 son áreas de gestión natural, 1 es un parque provincial, 6 son áreas marinas gestionadas localmente, 1 es un área marina y 1 es una reserva nacional y parque nacional. Se añaden 2 sitios Ramsar.

## Parques nacionales
- Parque nacional de Jimi Valley, 41,8 km². En las Tierras Altas Occidentales.[2] En las zonas no protegidas de este valle, así como en los valles cercanos de Wahgi, Nebilyer y Baiyer, en el área de Jiwaka, se cultiva café, debido a la riqueza del suelo volcánico y las abundantes lluvias. Las montañas de Sepik-Wahgi separan el valle de Jimi, que posee zonas inaccesibles a las que solo se puede llegar con avioneta y un relieve muy accidentado cubierto de selva virgen.[3]

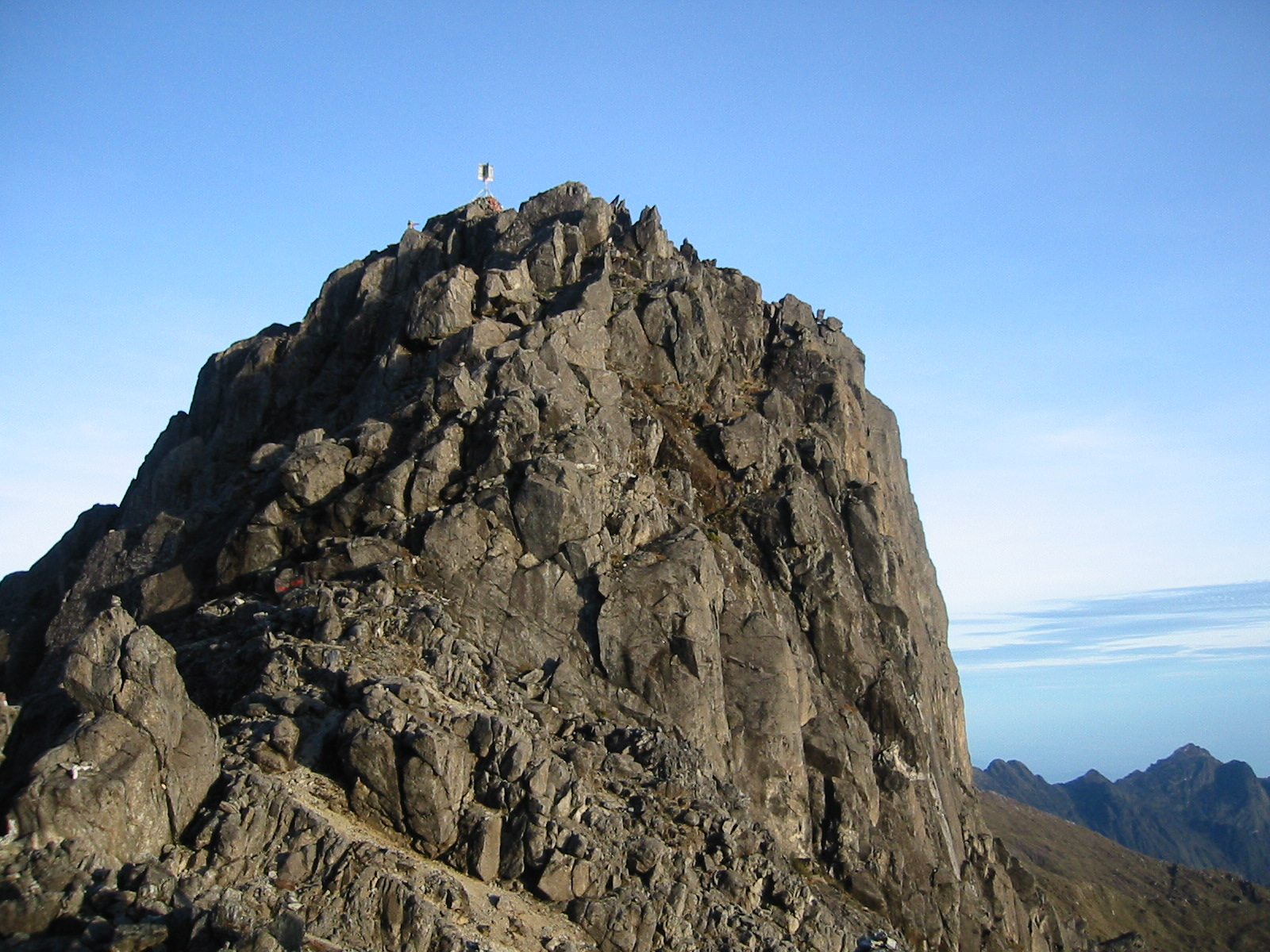
Monte Wilhelm

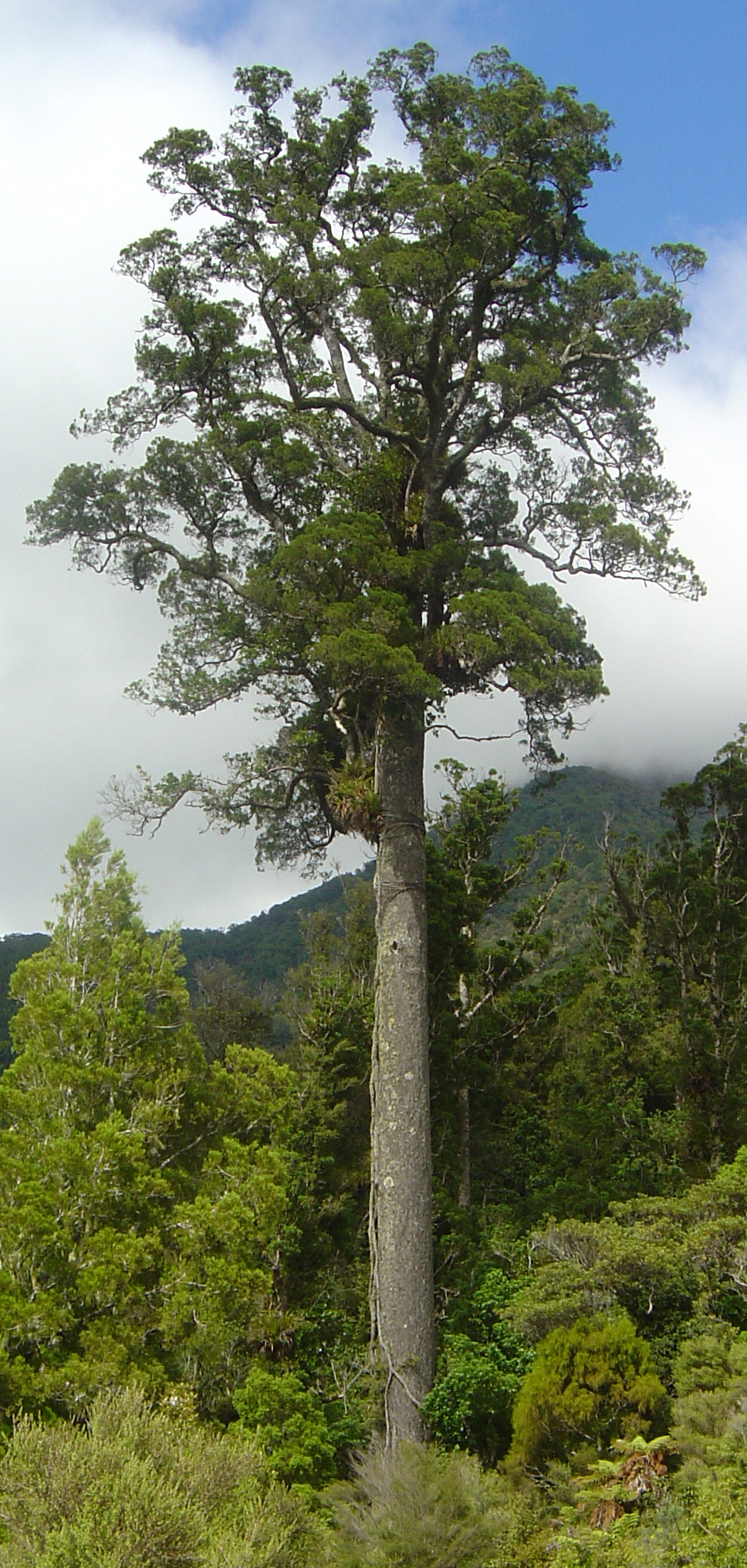
Dacrycarpus en Papúa Nueva Guinea

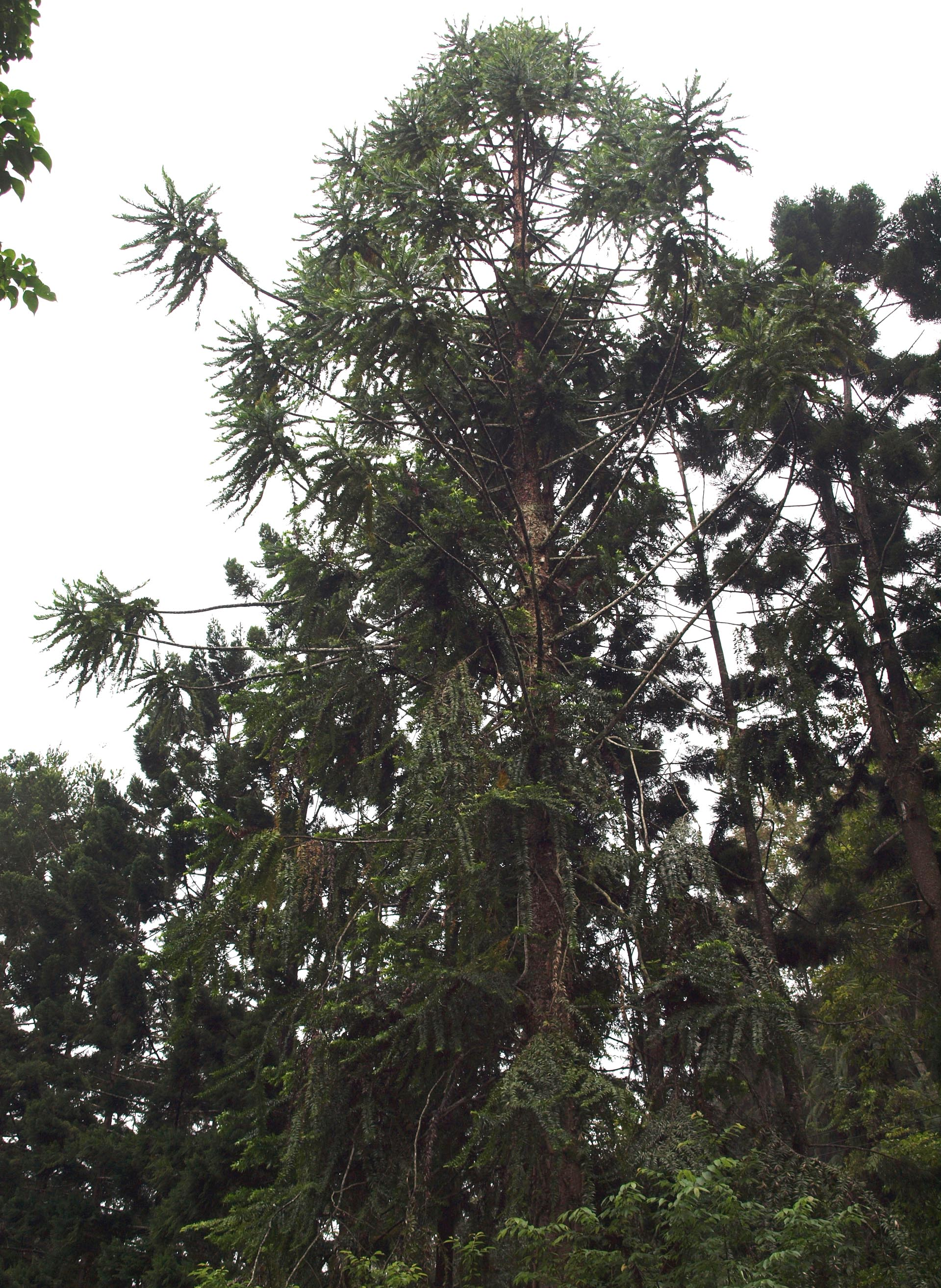
Araucaria hunsteinii o pino de Klinkii, la más alta de las araucarias, en el Parque nacional McAdam.

- Parque nacional del monte Wilhelm, 8,17 km². La zona protegida es la zona alpina por encima de 3200 m de altitud, hasta la cima del monte, a 4.509 m. Cubre el ecosistema alpino, único, pero no la selva tropical de las laderas inferiores. Hay un proyecto para crear un Área de Conservación del monte Wilhelm, que incluiría las zonas contiguas, parecido al efectuado en el Área de conservación de Wanang, donde hay nueve aldeas.[4] En la zona del monte, desde los 200 m de altitud, se han encontrado unas 260 especies de aves. El monte Wilhelm es geologicamente joven, su formación se da entre el Mioceno y el Plioceno, y se debe al empuje hacia el norte de la placa Australiana. La topografía en algunos lugares se debe a la glaciación pleistocena. En la zona del parque, entre 3700 y 4200 m, solo hay pastizales sin árboles. La flora no es especialmente rica, hierbas, matorrales de escasa altitud, musgos y líquenes bastante comunes. Se encuentran helechos del género Cyathea, de hasta 2 m, y la especie Polystichum lineare.[5] Se calculan unas 23 asociaciones de plantas.[6] Hacia el límite del bosque, a unos 3660 m, se encuentra un denso matorral subalpino de matorrales y árboles enanos que crece hasta 6 m, dominado por Ericaceae, Epacridaceae y Rubiaceae, aunque también hay rododendros, helechos y orquídeas. Más arriba o donde el bosque ha sido destruido por incendios se encuentran Eurya, Olearia, Pittosporum, Schefflera y Tasmannia. Por debajo, entre 2600 y 3000 m, el canope del bosque alcanza los 30 m, con coníferas del género Papuacedrus papuana, Libocedrus y Dacrycarpus. Entre los mamíferos hay marsupiales, y entre las aves, la arpía papúa, el mielero barbilargo, el ave del paraíso de Estefanía y el ave del paraíso crestada. Las precipitaciones aumentan con la altitud, desde 2300 mm a 2400 m, hasta más d 4000 mm en las crestas.[7]

- Parque nacional Mc Adam, 20,81 km². 7.o15'S, 146.o39'E. Entre los pueblos de Wau y de Bulolo en el extremo sur de la cordillera de Bismarck. Desde 1970. Terreno montañoso con valles estrechos, alguno de fondo plano y empinadas vertientes. El río Bulolo bordea el parque. La vagetación es submontana con mezcla de hojas medianas y grandes en un bosque húmedo con trepadoras entre 600 y 1500 m, en alianza con Castanopsis acuminatissima (40 m de altura), que crece entre 600 y 1800 m. Predominan la araucaria de Australia y la Araucaria hunsteinii, la más alta de las araucarias, también llamada pino de Klinkii, que puede alcanzar hasta 90 m de altura, y que es la razón de que se creara el parque, pues está en peligro de extinción. Hay alguna invasión de bambú. Entre los mamíferos hay marsupiales, y entre las aves, el casuario menor, la arpía papúa y aves del paraíso.[8]

- Parque nacional de Varirata, 10,63 km². A 48 km al este de Port Moreby. 9.o30'S, 147.o23'E. Una accidentada meseta a los pies de la montaña, entre 120 y 1065 m, con vertientes vertiginosas, estrechas carenas y acantilados. Terreno volcánico, con basalto y andesita. Bosque lluvioso en los valles, sabana en las alturas, bosque de galería y bosque secundario. Entre los árboles, eucaliptos y Melaleuca. En la pradera, Themeda triandra, Imperata cylindrica y Sehima nervosum. Abundan trepadoras y epífitas, como Usnea y Dischidia. Entre la fauna, abundan Dorcopsulus vanheurni, Liasis papuensis (pitón de Papúa) y casuario menor. El parque es la zona de caza tradicional del pueblo koiori.[9]

## Santuarios de la naturaleza
- Isla de Crown, 589,7 km². 5.o08'S,146.o57'E. Es un estratovolcán de 298 m de altura en el mar de Bismarck, probablemente extinto, escasamente poblado, cubierto de bosque lluvioso denso, con playas vocánicas estrechas.[10] Entre las aves, una especie de paloma llamada dúcula insular y el cuco tucán.[11] Forma parte del Área de gestión de la naturaleza de Ranba.

- Santuario de Ranba, 157 km². En Long Island, al nordeste de Nueva Guinea, separada de esta por el estrecho Vitiaz. A 15 km al sudeste de la isla de Crown, la isla, de 500 km², volcánica, contiene dos estratovolcanes, el monte Reaumur (1280 m) y el monte Cerisy (1112 m). La cima de este complejo volcán colapsó hace unos 300 años por última vez y dio lugar a una gran caldera de 10 por 13,5 km donde se halla el lago Wisdom (5°20′S,147°6′E), que está en el centro de la zona declarada santuario. En este lago, la actividad volcánica de los años 1953-1954 y 1968 dio lugar, en su centro, al monte Motmot, de 200 por 200 m.[12] El lago tiene unos 95 km², tiene una profundidad de unos 360 m y se halla a 190 m sobre el nivel del mar, con una oscilación de su nivel de 1 m. El agua es dulce y se encuentra a 28.oC, contiene mucho oxígeno a gran profundidad, y se han encontrado moluscos a 360 m. No hay plantas acuáticas, pero hay algas bentónicas, y en el fondo hay Cladocera, Notonecta, una especie de esponja, cuatro especies de moluscos y algunos insectos acuáticos. Abundan los patos, los zampullines y las zancudas. Se cree que hay uno o más cocodrilos.[13] El lago forma parte del Área de gestión de la naturaleza de Ranba, que incluye toda la isla y la isla de Crown. La vegetación incluye bosque y sabana, y el principal cultivo es el cocotero. Entre la fauna, el jabalí, dos subespecies del género Phalanger de marsupiales, perros y gatos, unas 69 especies de aves, que incluyen 11 especies de palomas y Megapodius. En la costa hay tortuga verde, tortuga carey y tortuga laúd.[14]

- Santuario de Balek, 4,7 km², En el norte de la isla, 10 km al sur de Madang, junto al río Gogol. Aquí se rodaron escenas de la película Robinson Crusoe,[15] con Pierce Brosnan.[16] Un arroyo sulfuroso surge de una gran piedra caliza. Se dice que los espíritus habitan el lugar el agua tiene propiedades curativas. El agua es tan clara que pueden verse anguilas y tortugas.[17] El lugar está cuidado para los turistas y es posible ver fácilmente aves del paraíso y toco piquigualdo sureño.[18]

## Sitios Ramsar

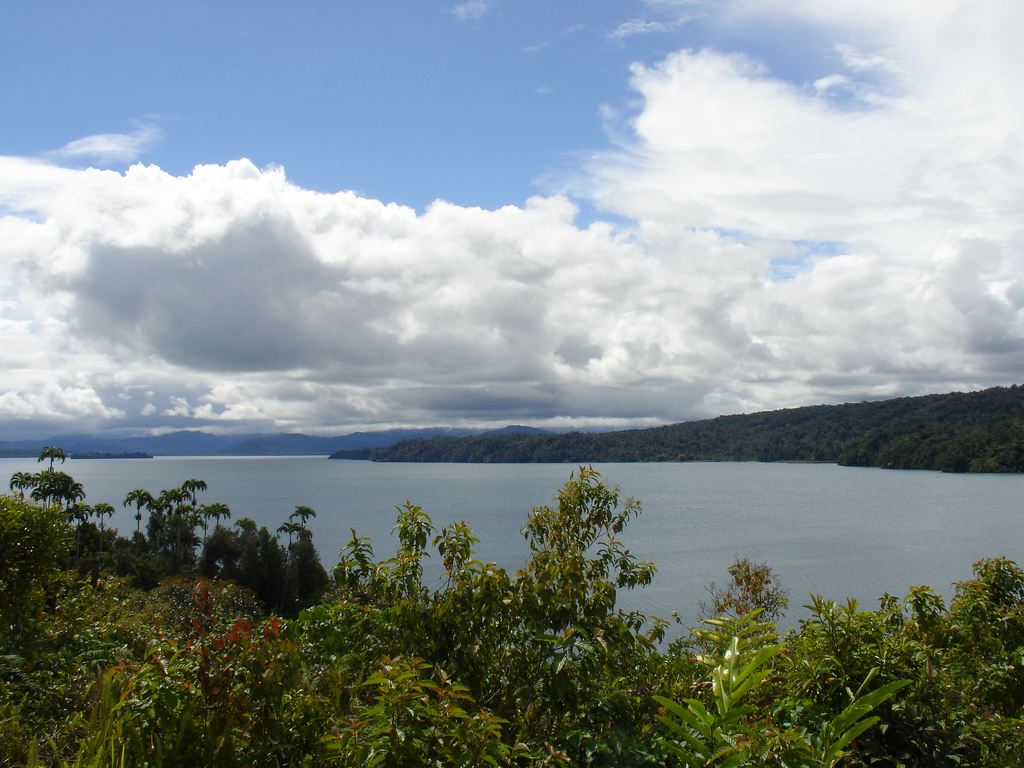
Lago Kutubu.

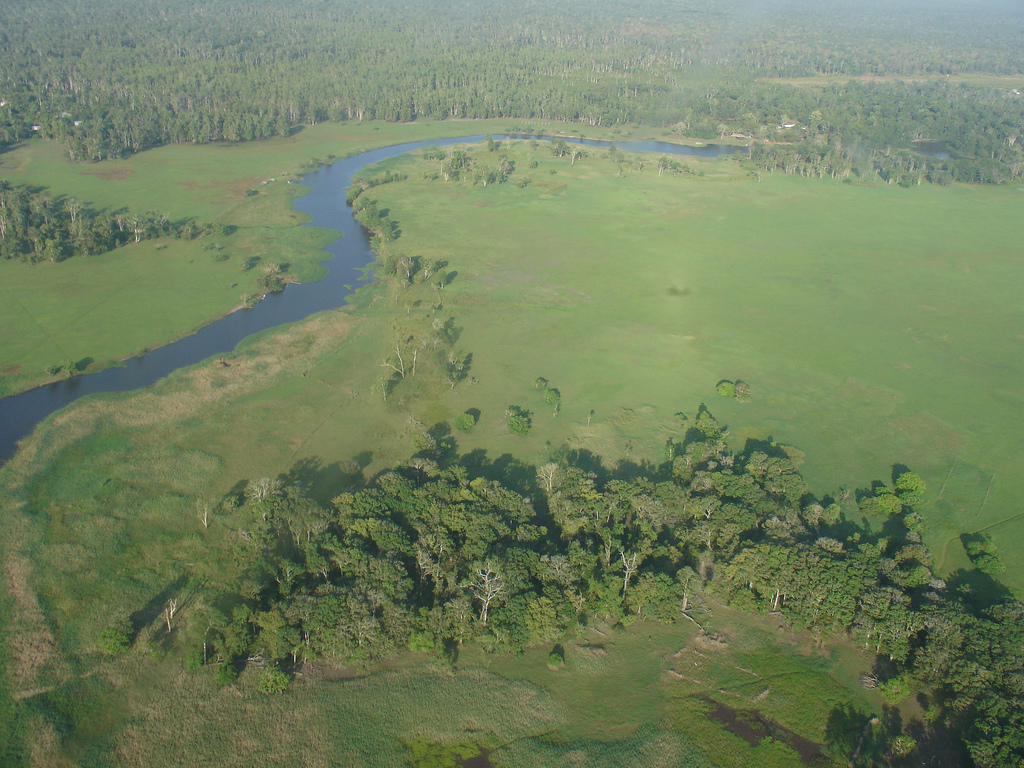
Área de gestión de la naturaleza de Tonda, en el Trans-Fly.

- Lago Kutubu, 49,2 km², 06°25′S 143°19′E. Es el segundo lago más grande de Papúa Nueva Guinea, a 800 m de altura, en un remoto lugar de la provincia de las Tierras Altas del Sur. Incluye 100 ha de bosque pantanoso. El lago tiene unos 19 km de largo por 4 km de ancho y está rodeado por altas colinas. Drena en el río Soro, tributario del río Kikori. Se calcula que tiene un volumen de agua de 1825 km³, con una profundidad media de 36 m. Hay 14 especies de peces y diez de ellas son endémicas. Las aldeas que rodean el lago son de mera subsistencia y no lo afectan.[19] Hay amplias zonas de bosque virgen. La temperatura media es de 23.oC, pero puede oscilar entre 5.oC y 39.oC. La media de lluvia anual es de 4.500 mm, repartida a lo largo del año. Cada 7 a 10 años hay un periodo de sequía relacionado con el Niño.  Al noroeste del lago se halla el aeropuerto de Moro, junto al que se encuentran las oficinas de la empresa Oil Search Conmmunity (OSL) que explota gas y petróleo en el Campo de Moro, adyacente al lago, y desde donde se lleva a la costa por un oleoducto de 260 km. Se han encontrado residuos provocados por la explotación en el lago.[20]

- Área de gestión de la naturaleza de Tonda, 5.900 km², 08°45′S 141°22′E. En la planicie que forma la cuenca del río Bensbach, al sudoeste de la isla grande, en la frontera con la provincia de Papúa, de Indonesia, entre 0 y 45 m, con el límite septentrional en la sierra Morehead. La costa está formada por una estrecha marisma con algunas crestas bajas en la playa. La llanura se inunda estacionalmente en las zonas más bajas. En la zona hay riberas de inundación de los ríos, manglares, praderas y sabana arbolada. Hay tres cuencas de ríos principales, el río Bensbach al oeste, el Morehead en el centro y el complejo de los esturios Wasi Kusa y Mai Kussa al este. Los ríos forman meandros y en época de lluvias se desbordan, pero los pantanos permanentes son escasos. Las lluvias varían entre 1500 y 2000 mm. En el humedal hay 63 especies de peces y unas 250 especies de aves acuáticas que se refugian durante la sequía. Es contiguo al Parque nacional de Wasur, en Nueva Guinea Occidental.[21] Hay numerosos animales endémicos, como el ratón Marsupial de Nueva Guinea, el ualabi, el ualabi de Brun y el cuol de bronce. Entre las aves, la yerbera del Fly y la cucaburra escamosa, y entre los anfibios, la tortuga boba papuana. La vegetación se compone de bosques y matorrales, sabana, praderas y vegetación acuática.[22]